# Did You Know That There’s a Tunnel Under Ocean Blvd (Lied)
Did You Know That There’s a Tunnel Under Ocean Blvd (englisch für „Wusstest du, dass es unter dem Ocean Boulevard einen Tunnel gibt?“) ist ein Lied der US-amerikanischen Popsängerin Lana Del Rey. Das Stück erschien als erste Singleauskopplung aus ihrem neunten gleichnamigen Studioalbum.

## Entstehung und Artwork
Did You Know That There’s a Tunnel Under Ocean Blvd wurde von Lana Del Rey selbst, gemeinsam mit dem US-amerikanischen Filmproduzenten Mike Hermosa geschrieben. Zusammen mit Jack Antonoff, Zach Dawes und Drew Erickson zeichneten die beiden Autoren ebenfalls für die Produktionen verantwortlich. Erickson war neben der Produktion auch für das Arrangement der Streichinstrumente und dem Einspielen des Bass-Synthesizer sowie des Pianos zuständig. Darüber hinaus fungierte er als Dirigent. Antonoff wiederum war auch für die Abmischung sowie Programmierung zuständig. Als Multiinstrumentalist spielte er für das Lied den Bass-Synthesizer, die E-Gitarre und das Schlagzeug ein. Die Abmischung tätigte er gemeinsam mit der in Los Angeles wirkenden Laura Sisk. Diese war zudem auch an der Aufnahme beteiligt, die sie gemeinsam mit Dean Reid und Michael Harris von den Vox Recording Studios. Neben den drei Hauptverantwortlichen für die Aufnahme, wurden diese von acht Assistenten unterstützt. Unter den Assistenten befinden sich unter anderem Ben Fletcher und Jon Sher, die schon seit Norman Fucking Rockwell! (2019) regelmäßig mit Del Rey zusammenarbeiten sowie Brian Rajaratnam und Megan Searl, die an ihrem letzten Studioalbum Blue Banisters (2021) beziehungsweise dem Lied Snow on the Beach mitwirkten. Das Mastering erfolgte durch Nomograph Mastering, unter der Leitung des irischen Toningenieurs Ruairi O’Flaherty. Neben Antonoff und Erickson wurden weitere Instrumente von Charlie Bisharat (Violine), Jake Braun (Cello), Andrew Bulbrook (Violine), Paul J. Cartwright (Violine), Wynton Grant (Violine), Mike Hermosa (Akustikgitarre), Logan Hone (Klarinette und Saxophon), Jim Keltner (Schlagzeug), Christine Kim (Cello) und Benji Lysaght (Akustikgitarre und Soundeffekte) eingespielt.
Auf dem Frontcover der Single ist Del Rey zu sehen. Sie hat die Haare zu einem Dutt gebunden, trägt eine Jeansjacke und hat ihren Blick vom Betrachter aus gesehen nach links gerichtet. Man sieht lediglich ihren Oberkörper ab Höhe der Brust aufwärts, vor dem Hintergrund einer Straße und einer Autowaschanlage. Die Fotografie stammt von Neil Krug, mit dem Del Rey seit ihrem dritten Studioalbum Ultraviolence (2014) regelmäßig zusammenarbeitet.

## Veröffentlichung und Promotion
Die Erstveröffentlichung von Did You Know That There’s a Tunnel Under Ocean Blvd erfolgte als Single am 7. Dezember 2022. Diese erschien als Einzeltrack zum Download und Streaming. In Europa erschien das Lied unter dem Musiklabel Polydor, in den Vereinigten Staaten durch Interscope Records. Der Vertrieb erfolgte durch Universal Music. Am 24. März 2023 erschien Did You Know That There’s a Tunnel Under Ocean Blvd als Teil von Del Reys neuntem gleichnamigen Studioalbum.

## Inhalt
Der Liedtext zu Did You Know That There’s a Tunnel Under Ocean Blvd ist in englischer Sprache verfasst und bedeutet ins Deutsche übersetzt so viel wie „Wusstest du, dass es unter dem Ocean Boulevard einen Tunnel gibt?“ Die Musik und der Text wurden gemeinsam von Lana Del Rey und Mike Hermosa geschrieben beziehungsweise komponiert. Musikalisch handelt es sich hierbei um eine Ballade aus den Bereichen des Baroque Pops und Indie-Pops. Das Tempo beträgt 120 Schläge pro Minute. Die Tonart ist C-Dur.
Inhaltlich nimmt Del Rey im Lied Bezug auf den inzwischen zugemauerten Jergins Tunnel in Long Beach (Kalifornien). Er wurde 1927 gebaut und diente dazu, den Fußgängern bis 1967 einen sicheren Zugang zum Strand und zum Pike zu ermöglichen. Del Rey zieht unter anderem die Parallele zwischen ihrer Karriere und dem Tunnel, in dem sie sich selbst die Frage stellt, wann auch sie an der Reihe sei, von der Öffentlichkeit „verworfen“ zu werden. Des Weiteren bringt sie ihre eigene Unsicherheit und Gefühl, sich selbst nicht genug zu lieben, zum Ausdruck („Fuck me to death, love me until I love myself“). Im Text selbst referenziert sie einige Musikerkollegen, darunter die Eagles („There’s a girl that sings Hotel California“), Harry Nilsson („Harry Nilsson has a song, his voice breaks at 2:05. Something about the way he says Don’t Forget Me makes me feel like I just wish I had a friend like him, someone to get me by“) oder auch John Lennon („Lennon in the back, whisperin’ in my ear: Come on, baby, you can thrive“), der unter anderem Nilssons Don’t Forget Me produzierte.
Aufgebaut ist das Lied auf drei Strophen, einem Refrain, einer Bridge sowie einem Outro. Das Lied beginnt zunächst mit der ersten Strophe, auf die der Refrain folgt. Der gleiche Vorgang wiederholt sich mit der zweiten und dritten Strophe. Nach dem dritten Refrain setzt sie Bridge ein, die lediglich aus der sich wiederholenden Zeile „Don’t forget me like the tunnel under Ocean Boulevard“ (englisch für „Vergiss mich nicht, wie den Tunnel unter Ocean Boulevard“) besteht. An die Bridge schließt sich zum Ausklang das Outro an, das sich aus der sich wiederholenden Aussage „Don’t forget me“ (englisch für „Vergiss mich nicht“) zusammensetzt. Die Refrain-Zeile „Fuck me to death“ wurde für eine Airplayversion durch „Love me to death“ (englisch für „Liebe mich bis zum Tod“) ersetzt. Neben dem Hauptgesang von Del Rey sind im Hintergrund die Stimmen von Del Rey, Voncielle Faggett, Shikena Jones und Melodye Perry zu hören.
| „When’s it gonna be my turn? Don’t forget me. When’s it gonna be my turn? Open me up, tell me you like me. Fuck me to death, love me until I love myself. There’s a tunnel under Ocean Boulevard. Don’t forget me. There’s a tunnel under Ocean Boulevard.“ – Refrain, Originalauszug | „Wann werde ich dran sein? Vergiss mich nicht. Wann werde ich dran sein? Öffne mich, sag mir, dass du mich magst. Fick mich bis zum Tod, liebe mich, bis ich mich selbst liebe. Es gibt einen Tunnel unter Ocean Boulevard. Vergiss mich nicht. Es gibt einen Tunnel unter Ocean Boulevard.“ – Refrain, Übersetzung |

## Mitwirkende
Liedproduktion
- Mark Aguilar: Tonmeister-Assistenz
- Jack Antonoff: Abmischung, Bass-Synthesizer, E-Gitarre, Musikproduzent, Programmierung, Schlagzeug
- Charlie Bisharat: Violine
- Jake Braun: Cello
- Andrew Bulbrook: Violine
- Paul J. Cartwright: Violine
- Zach Dawes: Musikproduzent
- Lana Del Rey: Begleitgesang, Liedtexter, Komponist, Musikproduzent
- Drew Erickson: Arrangement, Dirigent, Musikproduzent, Piano
- Voncielle Faggett: Begleitgesang
- Ben Fletcher: Tonmeister-Assistenz
- Wynton Grant: Violine
- Ivan Handwerk: Tonmeister-Assistenz
- Michael Harris: Tonmeister
- Mike Hermosa: Akustikgitarre, Liedtexter, Komponist, Musikproduzent
- Logan Hone: Klarinette, Saxophon
- Shikena Jones: Begleitgesang
- Jim Keltner: Schlagzeug
- Christine Kim: Cello
- Benji Lysaght: Akustikgitarre, Soundeffekte
- Bill Mims: Tonmeister-Assistenz
- Ruairi O’Flaherty: Mastering
- Melodye Perry: Begleitgesang
- Brian Rajaratnam: Tonmeister-Assistenz
- Dean Reid: Tonmeister
- Megan Searl: Tonmeister-Assistenz
- Jon Sher: Tonmeister-Assistenz
- Laura Sisk: Abmischung, Tonmeister
- Matt Tuggle: Tonmeister-Assistenz

Artwork
- Neil Krug: Fotograf (Cover)

Unternehmen
- Interscope Records: Musiklabel
- Nomograph Mastering: Tonstudio
- Polydor: Musiklabel
- Universal Music: Vertrieb
- Vox Recording Studios: Tonstudio

## Rezensionen
Sam Sodomsky vom englischsprachigen Online-Magazin Pitchfork beschrieb das Lied als „langsame, verträumte Ballade“ voller „zufälliger Momente“. Er ist unter anderem der Meinung, dass der Tunnel im Liedtitel weniger ein geografischer Brennpunkt sei, sondern eher ein Fenster zum Potenzial, das sie in den vertrautesten Szenen und weit befahrenen Routen sehe („[…] and found the tunnel in the title to be less a geographic focal point than a window into the potential she sees in the most familiar scenes and well-traveled routes“).
George Griffiths vom britischen Chartsherausgeber Official Charts Company beschrieb das Lied als anschwellenden Barock-Orchester-Pop-Titel. In Del Reys kompletter Diskografie triffe es einen „süßen Punkt“ irgendwo zwischen Chemtrails over the Country Club, Honeymoon und Norman Fucking Rockwell!
Tobias Pappert vom deutschen Hörfunksender 1 Live ist der Meinung, dass Del Rey begleitet mit einem Chor, viel Melodrama und Streichern eine Geschichte über das Vergessen sowie ihre Unsicherheiten singe. Bis zur Albumveröffentlichung eigne sich der Titel perfekt, um melancholisch aus dem Fenster zu schauen, während Schnee langsam auf die Straße falle.
Lena Klasen vom deutschsprachigen Musikblog musikblog.de rezensierte, dass die COVID-19-Pandemie „scheinbar“ auch die dauermelancholische Songwriterin nicht kalt lasse. Das gesellschaftskritische Lied mit Aktualitätsbezug zeige einen „seltenen Gefühlsausbruch“ von Del Rey, vor allem gegen Ende scheine ihr Gesang sich zwischenzeitlich eher in „emotionales Wimmern“ zu wandeln. Mit einem dritten Album in zwei Jahren hätten wohl die wenigsten gerechnet, besonders wo es in diesem Jahr eher still um die Sängerin gewesen sei. Umso schöner sei es, dass bereits die ersten Töne von Did You Know That There’s a Tunnel Under Ocean Blvd – einem Titel mit „sperrigem“ Titel – reichen würden, um festzustellen: „Lana Del Rey ist immer noch dieselbe“. Die „bittersüße Klavierballade“ handele von Selbstzweifeln und der „vollkommenen Abhängigkeit“ von einer anderen Person. „Love me until I love myself“, sei die verzweifelte Bitte nach Liebe, ein Gefühl, das auf „Soundebene“ in „melancholischer Stimmung“ und samtigen Gesängen widergespiegelt werde. Gegen Ende gehe es dann aber sehr emotional auf und überzeuge mit fast schon dramatischen, „chorähnlichen“ Gesängen. Del Rey liefere hiermit erstmal genug Material, um die Wartezeit bis um neuen Album zu überbrücken.

## Kommerzieller Erfolg

### Chartplatzierungen
Did You Know That There’s a Tunnel Under Ocean Blvd erreichte für eine Chartwoche am 16. Dezember 2022 auf Rang 98 die britischen Singlecharts. In ihrer Heimat den Vereinigten Staaten verfehlte das Lied den Einstieg in die Billboard Hot 100, konnte sich jedoch auf Rang 23 der Hot Rock & Alternative Songs platzieren. Einen Einstieg in die Singlecharts im deutschsprachigen Raum blieb dem Stück verwehrt.
Für Del Rey als Interpretin ist Did You Know That There’s a Tunnel Under Ocean Blvd der 33. Charthit im Vereinigten Königreich. In ihrer Autorenfunktion ist es der 30. Charterfolg in den britischen Singlecharts.
| ChartsChartplatzierungen     | Höchstplatzierung | Wochen |
| ---------------------------- | ----------------- | ------ |
| Vereinigtes Königreich (OCC) | 98 (1 Wo.)        | 1      |

### Auszeichnungen für Musikverkäufe
| Land/Region     | Auszeichnungen für Musikverkäufe (Land/Region, Auszeichnung, Verkäufe) | Verkäufe |
| --------------- | ---------------------------------------------------------------------- | -------- |
| Brasilien (PMB) | Platin                                                                 | 40.000   |
| Insgesamt       | 1× Platin ·                                                            | 40.000   |